# Filmåret 1949

## Årets filmer

### 0-9, specialtecken
- 9 man och en flicka

### A - G
- Bara en mor
- Biljett till Burgund
- Bohus Bataljon
- Butik med musik
- Farlig vår
- Flickan från tredje raden
- Fängelse
- Gatan
- Greven från gränden

### H - N
- Havets son
- Hin och smålänningen
- Huset nr 17
- Jag var en manlig krigsbrud
- Kronblom kommer till stan
- Kuckelikaka
- Kvinna i vitt
- Kvinnan som försvann
- Kärleken segrar
- Lapp-Lisa (kortfilm)
- Larm över prärien
- Lattjo med Boccaccio
- Madame Bovary
- Massor av whisky
- Med flyg till sjunde himlen
- Människors rike
- New York dansar

### O - U
- Pappa Bom
- Pionjären
- Pippi Långstrump [1]
- Sju hertigar
- Sjösalavår
- Skolka skolan
- Smeder på luffen
- Stormen kommer
- Tredje mannen
- Unga kvinnor

### V - Ö
- Vi flyger på Rio
- Åsa-Nisse[2]

## Födda
- 4 januari – Michael Beck, amerikansk skådespelare.
- 15 januari – Gunnar Rehlin, svensk filmkritiker.
- 17 januari – Andy Kaufman, amerikansk komiker och skådespelare.
- 24 januari – John Belushi, amerikansk skådespelare.
- 26 januari – David Strathairn, amerikansk skådespelare.
- 21 februari – Brent Spiner, amerikansk skådespelare.
- 24 februari – Hans V. Engström, svensk skådespelare.
- 1 mars – Tomas Laustiola, svensk skådespelare, regissör och alkoholterapeut.
- 2 mars – Gates McFadden, amerikansk skådespelare.
- 3 mars – Gloria Hendry, amerikansk skådespelare.
- 16 mars
  - Erik Estrada, amerikansk skådespelare.
  - Victor Garber, kanadensisk skådespelare och musiker.
- 17 mars – Patrick Duffy, amerikansk skådespelare.
- 23 mars
  - Agneta Ehrensvärd, svensk skådespelare och regissör.
  - Trevor Jones, sydafrikansk filmmusikkompositör.
- 13 april
  - Maria Hedborg, svensk skådespelare.
  - Cia Löwgren, svensk skådespelare.
- 15 april – Alla Pugatjova, rysk sångerska och skådespelare.
- 17 april – Hans Klinga, svensk regissör och skådespelare.
- 20 april – Jessica Lange, amerikansk skådespelare.
- 28 april – Christer Nilson, svensk producent, manusförfattare och inspelningsledare.
- 5 maj – Anna Bergman, svensk skådespelare.
- 7 maj – Laurence Plumridge, svensk skådespelare, sångare och pjäsförfattare.
- 24 maj – Jim Broadbent, brittisk skådespelare.
- 6 juni – Robert Englund, amerikansk skådespelare.
- 10 juni – Frankie Faison, amerikansk skådespelare.
- 13 juni – Simon Callow, brittisk skådespelare, regissör och författare.
- 22 juni – Meryl Streep, amerikansk skådespelare.
- 23 juni
  - Per Dunsö, svensk skådespelare och musiker.
  - Lauren Shuler Donner, amerikansk skådespelare och filmproducent.
- 13 juli – Katarina Strandmark, svensk skådespelare.
- 22 juli – Alan Menken, amerikansk filmmusik-kompositör.
- 8 augusti – Keith Carradine, amerikansk skådespelare och sångare.
- 24 augusti – Pia Degermark, svensk skådespelare.
- 29 augusti – Anja Landgré, svensk skådespelare.
- 31 augusti – Richard Gere, amerikansk skådespelare.
- 8 oktober – Sigourney Weaver, amerikansk skådespelare.
- 31 oktober – Frank Silva, amerikansk kulissarbetare och skådespelare.
- 6 november – Brad Davis, amerikansk skådespelare.
- 8 november – Anders Palm, svensk regissör, manusförfattare, producent och skådespelare.
- 16 november – Rita Holst, svensk manusförfattare och författare.
- 4 december – Jeff Bridges, amerikansk skådespelare.
- 7 december – Tom Waits, amerikansk sångare, kompositör och skådespelare.
- 8 december
  - Birgit Carlstén, svensk skådespelare och sångare.
  - Nancy Meyers, amerikansk filmproducent, manusförfattare och regissör.
- 15 december – Don Johnson, amerikansk skådespelare, känd bland annat från TV-serien Miami Vice.
- 20 december – Bergljót Árnadóttir, svensk skådespelare.

## Avlidna
- 7 februari – Carl Hagman, 58, svensk sångare och skådespelare.
- 28 februari – Erland Colliander, 70, svensk skådespelare.
- 31 mars – Otto Landahl, 59, svensk skådespelare.
- 2 april – Herman Lantz, 67, svensk skådespelare, manusförfattare och simhoppare.
- 10 juni – Fjodor Otsep, 54, rysk regissör och manusförfattare.
- 26 juli – Linda Arvidson, 65, amerikansk skådespelare.
- 4 september – Olof Ås, 56, svensk inspicient och skådespelare.
- 14 september – Zara Backman, 73, svensk skådespelare.
- 18 september – Frank Morgan, 59, amerikansk skådespelare.
- 11 november – Yngwe Nyquist, 69, svensk skådespelare, opera- och operettsångare.
- 21 november – John Ekman, 69, svensk skådespelare.
- 28 november – Marga Riégo, 54, svensk skådespelare.
- 27 december – Lotten Olsson, 80, svensk skådespelare.

### Fotnoter
1. ↑  ”Astrid Lindgren”. http://www.astridlindgren.se/verken/filmerna/filmlista. Läst 21 mars 2011.
2. ↑  IMDB, läst 1 mars 2012